# Glen Housman
Glen Housman (Rockhampton, 9 settembre 1971) è un ex nuotatore australiano.
Specializzato nello stile libero ha vinto la medaglia d'argento nei 1500 m sl alle Olimpiadi di Barcellona 1992.

## Palmarès
- Giochi olimpici

Barcellona 1992: argento nei 1500 m sl.
- Giochi PanPacifici

1989 - Tokyo: oro nei 1500 m sl.